# Kreis Schiers
| Schiers             | Schiers           |
| ------------------- | ----------------- |
| Schiers             |                   |
| Basisdaten          |                   |
| Staat:              | Schweiz           |
| Kanton:             | Graubünden (GR)   |
| Bezirk:             | Prättigau-Davos   |
| Hauptort:           | Schiers           |
| Fläche:             | 94,94 km²         |
| Einwohner:          | 4325 (31.12.2009) |
| Bevölkerungsdichte: | 46 Einw. pro km²  |
| Aufgehoben am:      | 31. Dezember 2015 |
| Karte               |                   |
| Karte von Schiers   |                   |

Der Kreis Schiers bildete bis am 31. Dezember 2015 zusammen mit den Kreisen Davos, Jenaz, Klosters, Küblis, Luzein und Seewis den Bezirk Prättigau-Davos des Kantons Graubünden in der Schweiz. Der Sitz des Kreisamtes war in Schiers. Durch die Bündner Gebietsreform wurden die Kreise aufgehoben.

## Gemeinden
Der Kreis setzte sich aus folgenden Gemeinden zusammen:
| Wappen  | Name der Gemeinde | Einwohner (Dez. 2009) | Fläche in km² | BFS-Nr |
| ------- | ----------------- | --------------------- | ------------- | ------ |
| Grüsch  | Grüsch            | 2161                  | 33,28         | 3961   |
| Schiers | Schiers           | 2951                  | 61,66         | 3962   |

## Veränderungen im Gemeindebestand

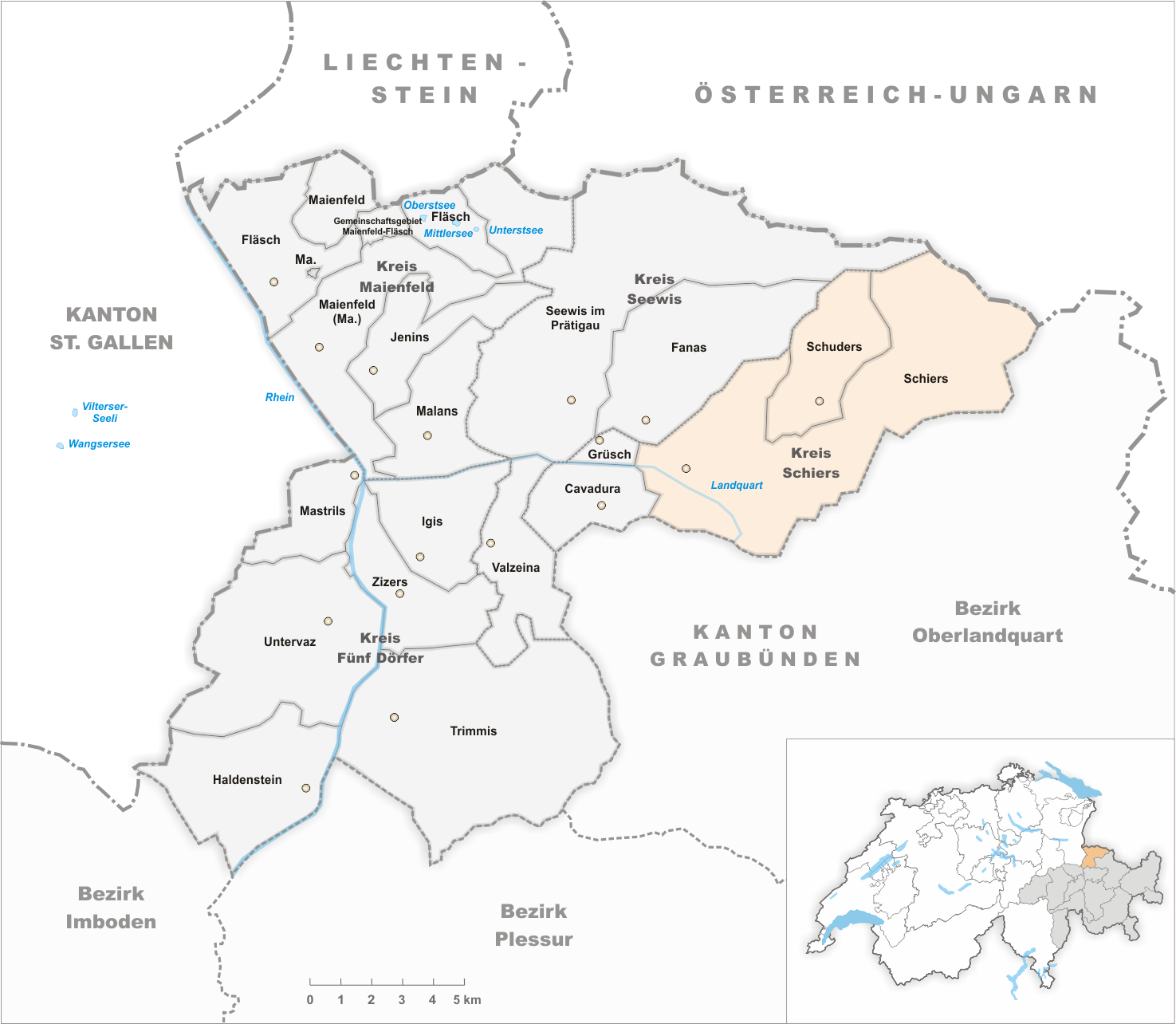
Gemeinden bis 1871
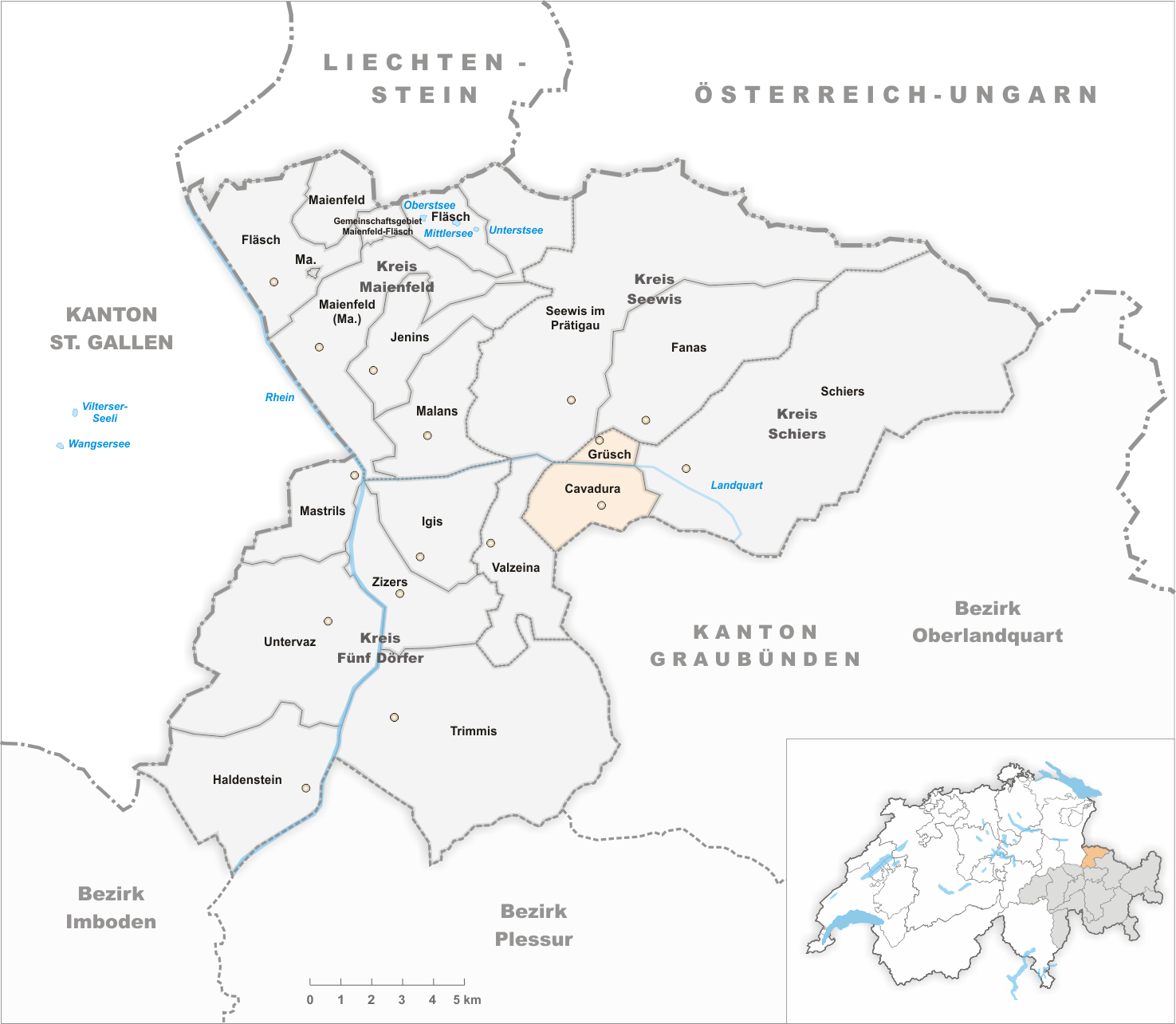
Gemeinden bis 1875
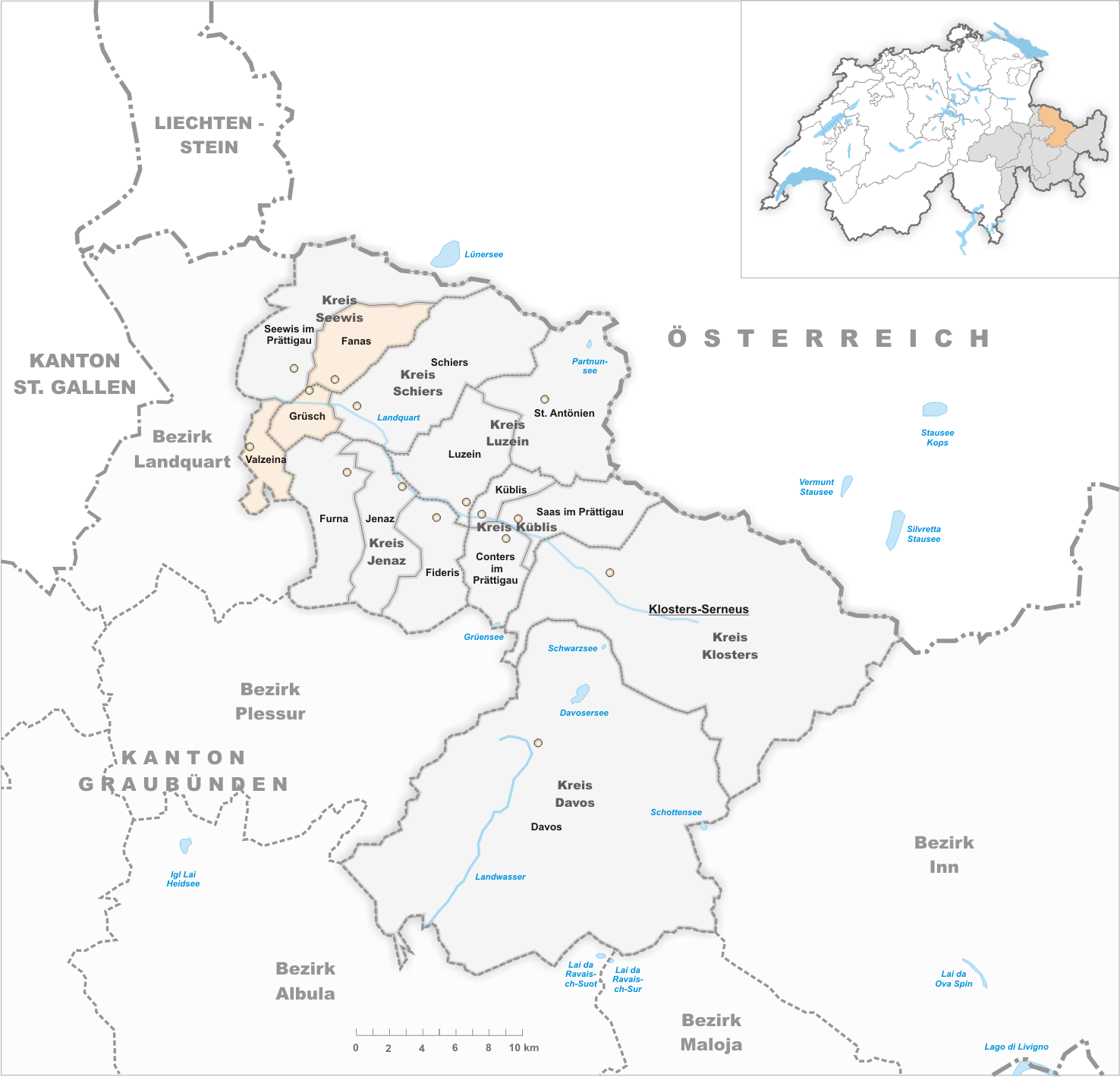
Gemeinden bis 2010

### Fusionen und Eingliederungen
- 1872: Fusion Schiers und Schuders → Schiers
- 1875: Fusion Grüsch und Cavadura → Grüsch
- 2011: Fusion Grüsch, Fanas und Valzeina → Grüsch